# Помодоро техника
Помодоро техника је начин управљања временом коју је развио Франћеско Ћирило крајем 1980-их година. Техника користи тајмер за рашчлањивање рада на временске интервале, уобичајено дуге по 25 минута, одвојене кратким паузама. Сваки интервал је познат је као помодоро, од италијанске речи за „парадајз“, а назив је добио према кухињском тајмеру у облику парадајза који је Ћирило користио још као студент.
Технику су популаризовале десетине апликација и веб локација са тајмерима и упутствима. Уско повезан са појмовима попут временског оквира и итеративног и постепеног развоја који се користи у софтверском дизајну; метода је усвојена у контексту програмирања у пару.

## Опис
У изворниј техници постоји шест корака:
1. Одлучите се за задатак који треба обавити.
2. Подесите помодоро тајмер (традиционално на 25 минута).[1]
3. Радите на задатку.
4. Завршите посао кад зазвони тајмер и ставите квачицу на папир.[5]
5. Ако имате мање од четири ознаке, направите кратку паузу (3-5 минута), а затим се вратите на корак 2; у супротном наставите са кораком 6.
6. После четири помодора направите дужу паузу (15–30 минута), ресетујте број квачица на нулу, а затим идите на корак 1.

За потребе технике, помодоро означава интервал времена проведеног у раду.
Праве се редовне паузе, помажући асимилацији. Кратки (3-5 минута) одмор одваја узастопне помодоре. Четири помодора чине скуп. Дужи (15–30 минута) одмор се прави између скупова.
Циљ технике је да смањи утицај унутрашњих и спољних прекида на пажњу и радни занос. Помодоро је недељив; када се прекине рад током помодора, или се друга активност мора записати и одложити (користећи стратегију информисања – преговарања – распореда – повратка) или се помодоро мора прекинути.
Након завршетка задатка у помодору, преостало време би се могло посветити активностима као што су:
1. Прегледајте и уредите управо завршено дело.
2. Прегледајте активности са становишта учења: Шта сам научио? Шта бих могао боље или другачије?
3. Прегледајте списак предстојећих задатака за следеће планиране помодоро временске блокове и почните да размишљате о тим задацима или их ажурирате.

Ћирило предлаже:

## Алати
Творац и његови заговорници подстичу нискотехнолошки приступ, користећи механички тајмер, папир и оловку. Физички чин намотавања тајмера потврђује одлучност корисника да започне задатак; откуцавање сата испољава жељу да се задатак изврши; звоњење најављује паузу. Радни занос и пажња постају повезани са овим физичким стимулусима.
Техника је инспирисала апликативни софтвер за неколико платформи.

## Варијације
Постоје бројне варијације Помодоро технике. Онe омогућавају појединцима да прилагоде принципе Помодоро технике како би више одговарали њиховом личном стилу рада.
Неке варијације укључују:
- Радите у временским периодима од 90 минута. Уместо периода фокусирања од 25 минута, радите у блоковима од 90 минута. Ово одражава природни циклус концентрације.[12]
- Радите у природним временским периодима. У нечијем животу могу постојати природни временски маркери: на пример, период између састанака или време док се деца или партнер не врате кући или време док машина за прање посуђа не заврши. Помоћу њих дефинишите периоде фокуса.[13]
- Пратите периоде природно високе продуктивности и на основу ових података разрадите најбољи систем продуктивности.[14]

Сви ови приступи чувају основни принцип Помодоро технике, рада у одређеним временским блоковима, али прилагођавају периоде у складу са појединачним потребама.